# Theodor Kittelsen
Theodor Severin Kittelsen (Kragerø, 27 aprile 1857 – Jeløya, 21 gennaio 1914) è stato un pittore norvegese.

## Biografia
È famoso per le sue rappresentazioni della natura da una parte, e per le sue illustrazioni delle leggende nordiche (in particolare di troll) dall'altra.
Kittelsen studiò pittura per un certo periodo. Quando il suo talento venne scoperto da Diderich Maria Aall, entrò a far parte della scuola d'arte di Christiania. Grazie al generoso apporto finanziario di Aall, Kittelsen fu in grado di continuare i suoi studi a Monaco di Baviera. Nel 1879 però, Diderich Aall non poté più offrirgli i suoi aiuti, così Kittelsen cominciò a guadagnare autonomamente lavorando per riviste e quotidiani tedeschi. Quando tornò in Norvegia, trovò grande ispirazione nella natura. Kittelsen cominciò anche a scrivere testi riguardanti il suo stile.
Nel 1881 fu attratto dalle leggende nordiche grazie al collezionista di oggetti di folklore norvegese Peter Christen Asbjørnsen.
Lo stile di Kittelsen può essere classificato tra il neoromanticismo e la pittura naïve. Come artista nazionale, il pittore è molto rispettato e conosciuto in Norvegia, ma non ha mai ricevuto particolari attenzioni a livello internazionale, e questa è la ragione per cui difficilmente il suo nome è inserito nelle pubblicazioni riguardanti la storia della pittura.

## Galleria d'immagini

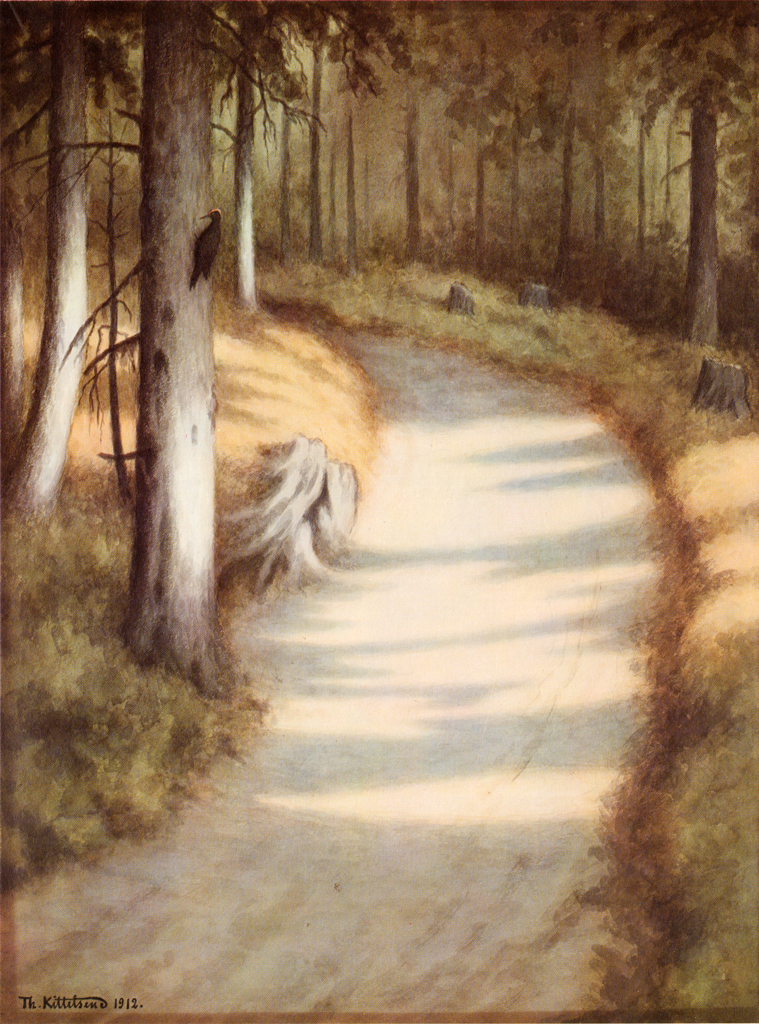
Hakkespett, 1912
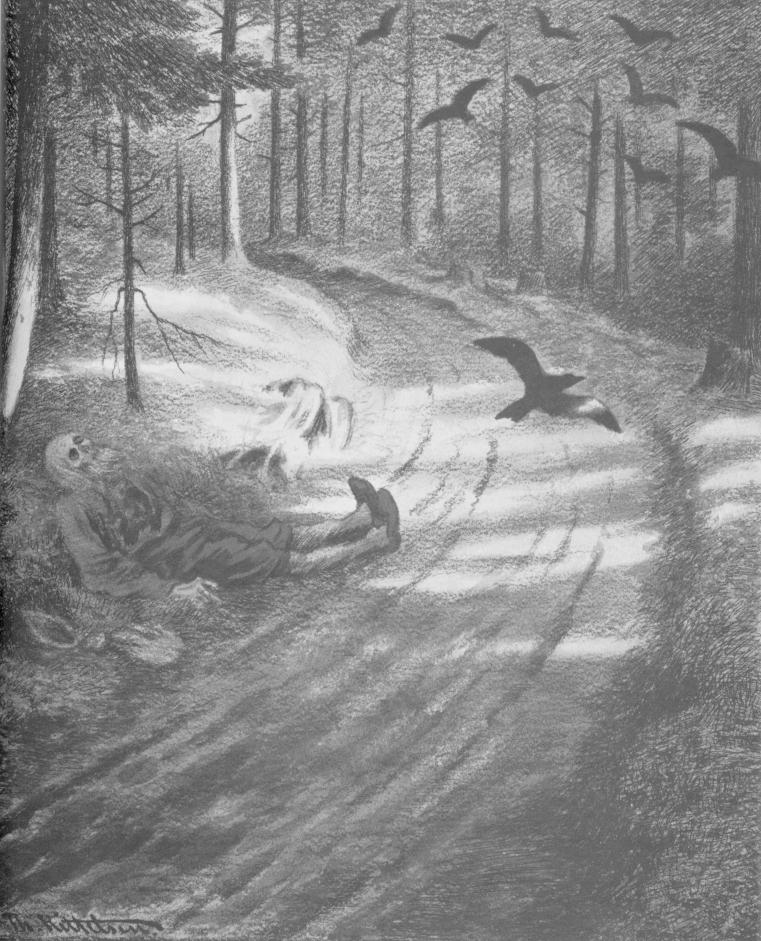
Fattigmannen, 1894-95
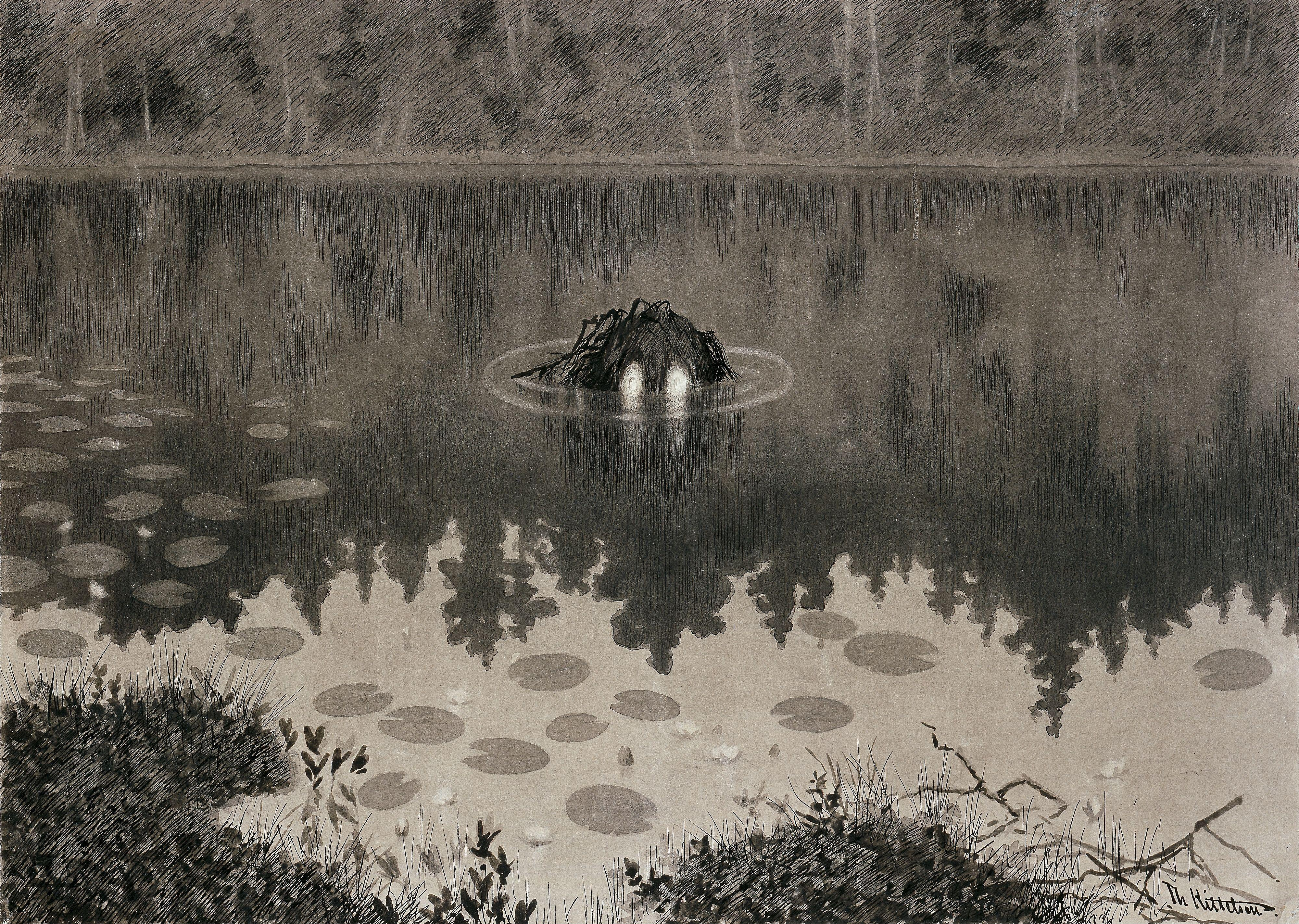
Nøkken, 1887-92
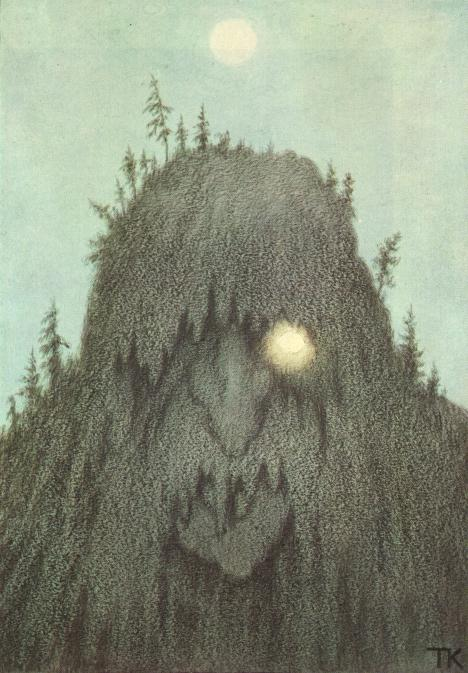
Skogtroll, 1906
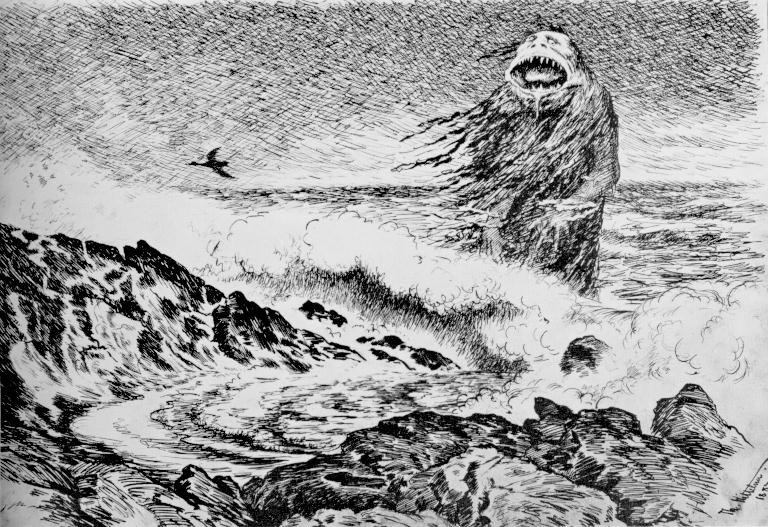
Sjøtrollet, 1887
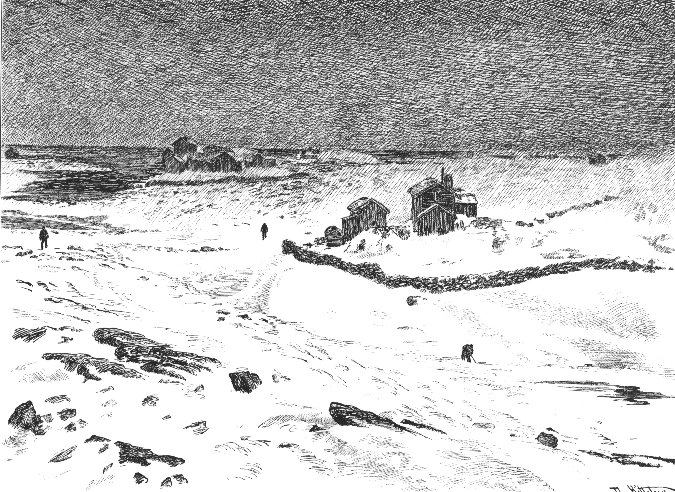
Røst, 1890
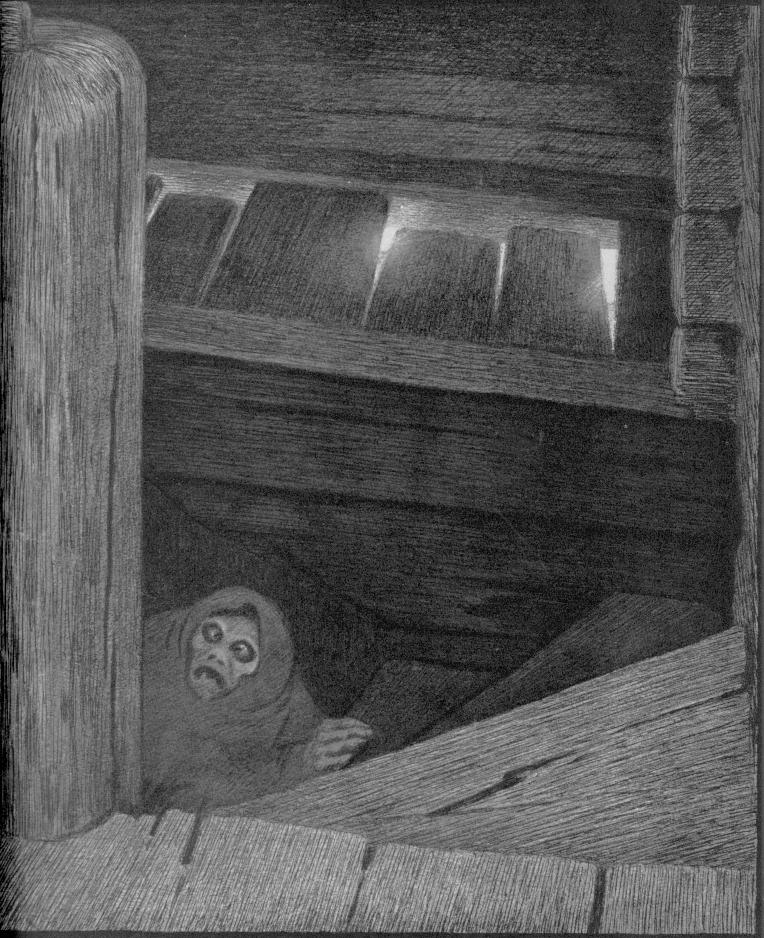
Pesta i trappen, 1896
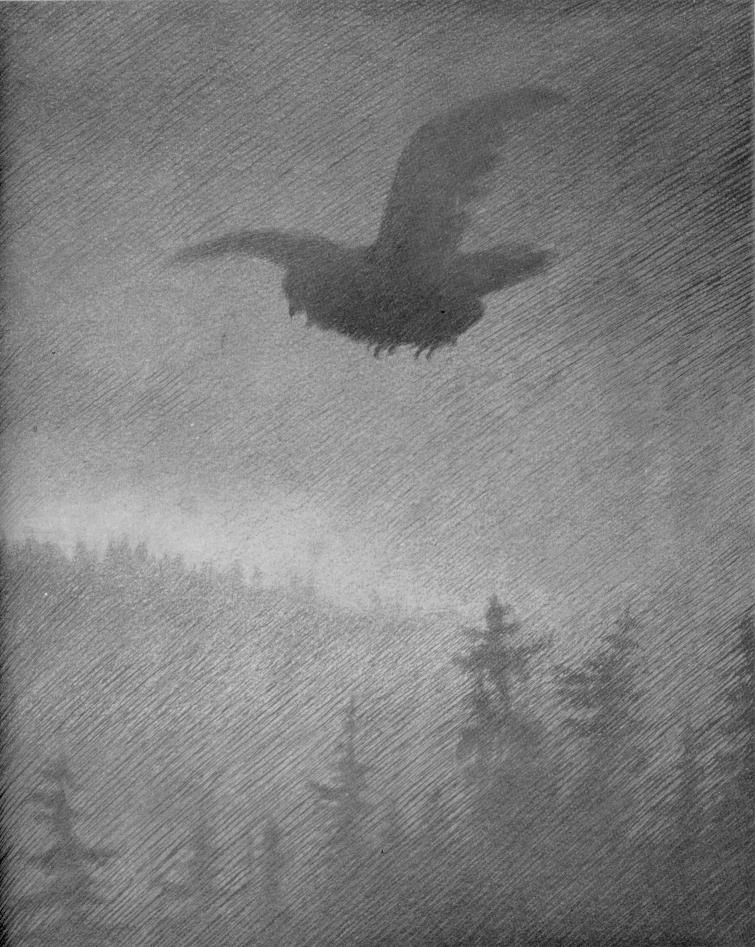
Pesta Kommer, 1894-95
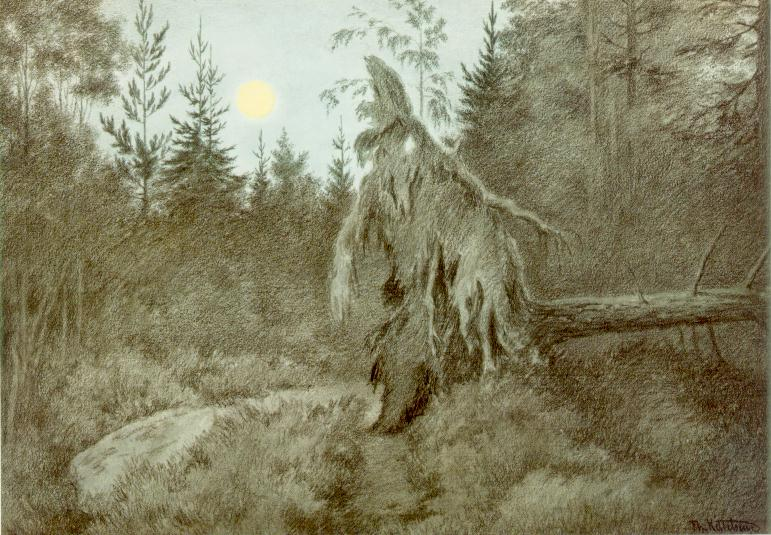
Det rusler og tusler rasler og tasler, 1900
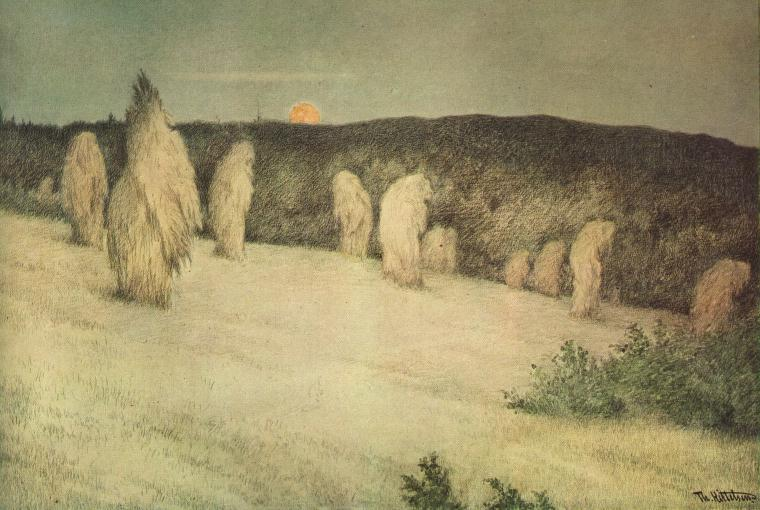
Kornstaur i måneskinn, ca 1900
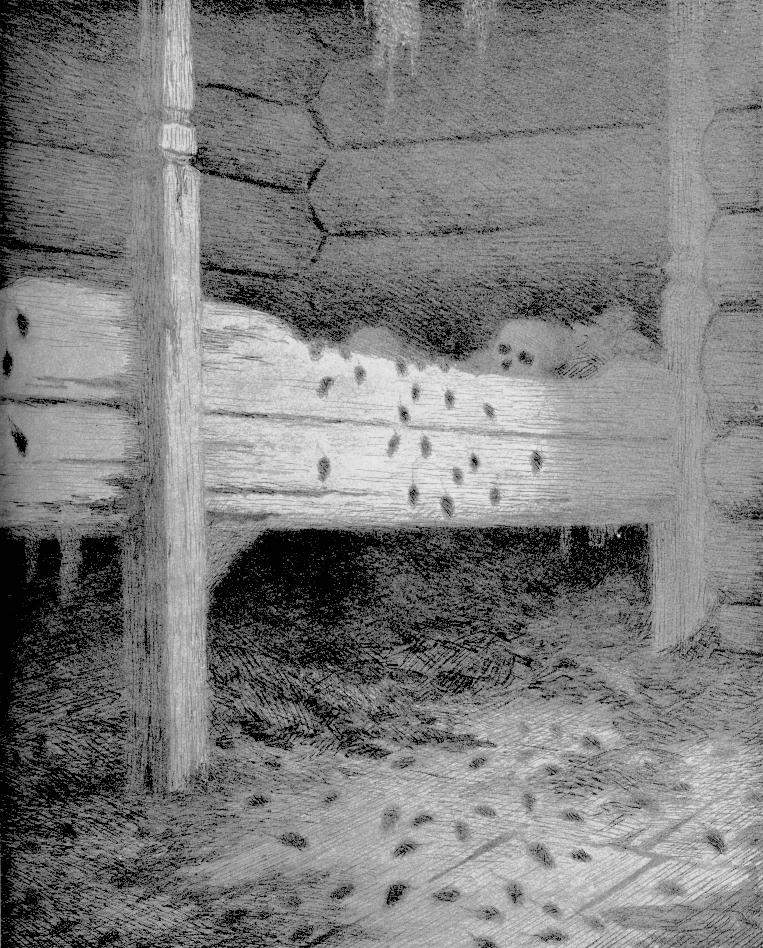
Musstad, 1896
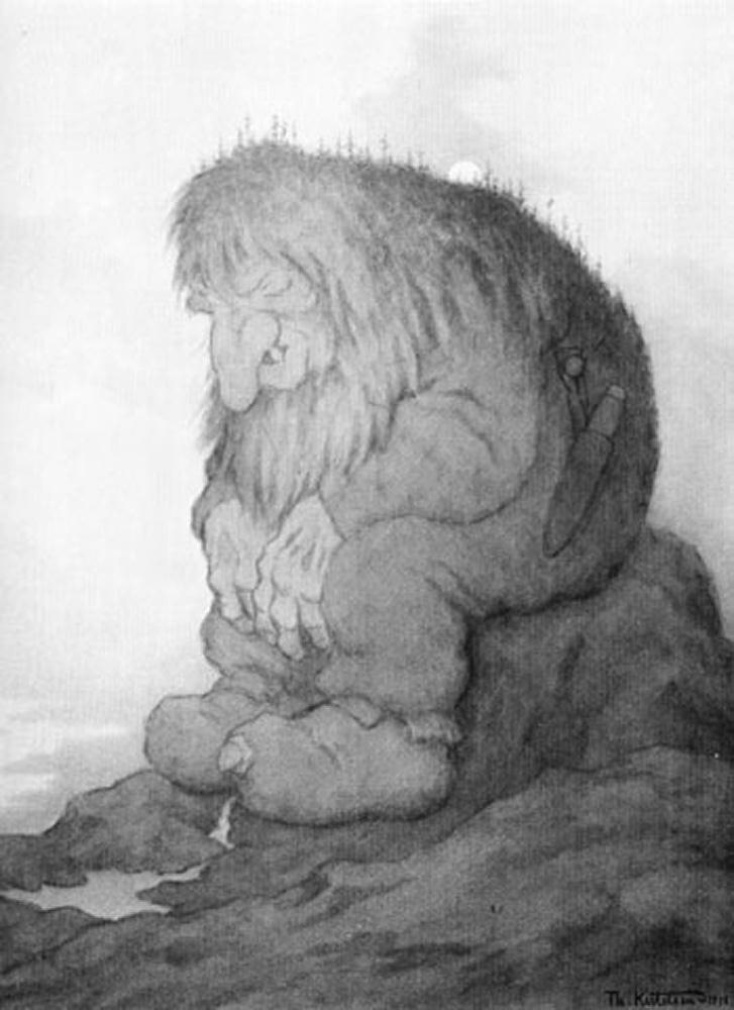
Trollet som grunner på hvor gammelt det er, 1911
Op under Fjeldet toner en Lur, 1900
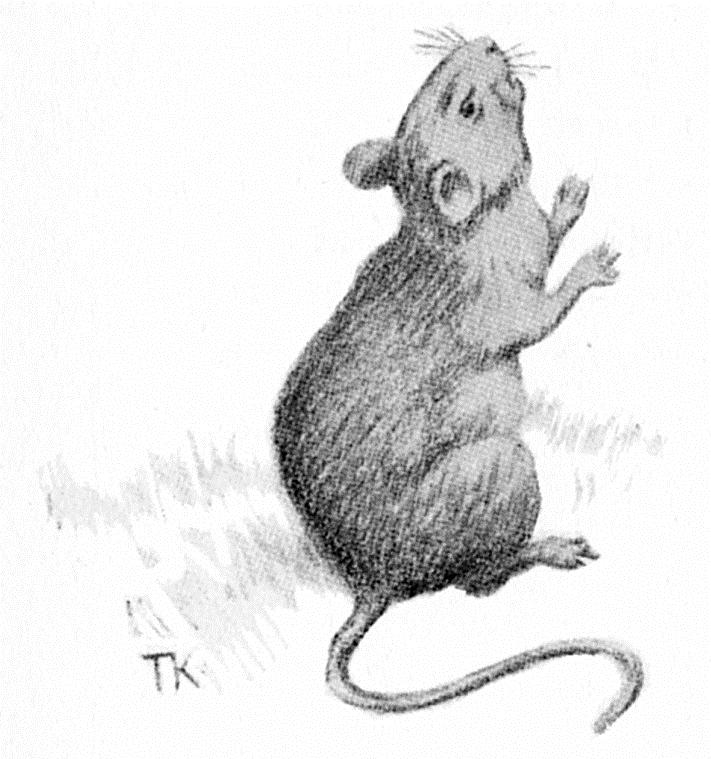
Mus, 1857-1914
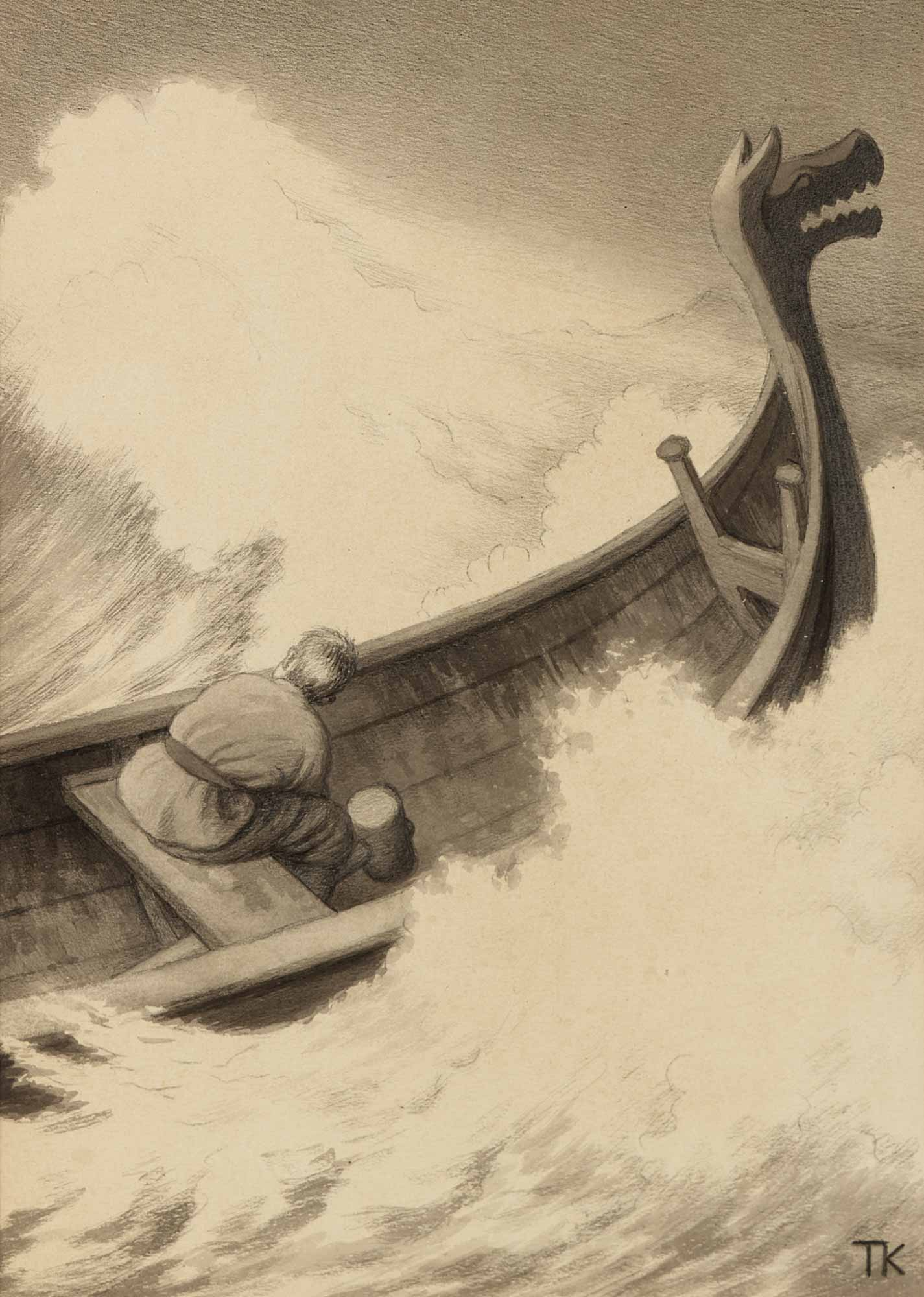
Fågel Dam, 1907
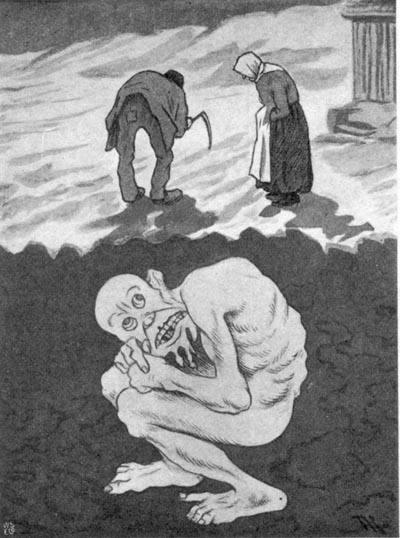
Folk og trold, 1857-1914

## Musica
Le sue opere sono state utilizzate come illustrazioni per gli album da diversi gruppi musicali, specialmente band black metal come Burzum, Satyricon o, sempre in ambito metal, gli Empyrium. L'opera di Kittelsen più nota in questo contesto è probabilmente "Op under Fjeldet toner en Lur", raffigurata sulla copertina dell'album Filosofem di Burzum del 1996.

## Libri illustrati da Kittelsen
- Fra Livet i de smaa Forholde I-II (1889-1890)
- Fra Lofoten I-II (1890-1891)
- Troldskab (1892)
  - Troll, trad. it. Luca Taglianetti, Vocifuoriscena, Viterbo, 2016 (ISBN 9788899959067)
- Glemmebogen (1892)
- "Har dyrene Sjæl?" (1894)
- Kludesamleren (1894)
- Im Thierstaate (1896)
- Ordsprog (1898)
- Svartedauen (1900)
  - Svartedauen. La Morte Nera, trad. it. Luca Taglianetti, Vocifuoriscena, Viterbo, 2014 (ISBN 9788890972676)
- Billeder og Ord (1901)
- Folk og trold. Minder og drømme (1911)
- Soria Moria slot (1911)
- Løgn og forbandet digt (1912)
- "Heimskringla" (1914)